# Zachary Garred
Zachary Garred (Newcastle, Nueva Gales del Sur; 13 de diciembre de 1986) es un actor australiano, conocido por haber participado en la serie de televisión Foreign Exchange, encarnando el personaje principal de Brett Miller.

## Filmografía y Televisión
| Año        | Título           | Papel                                        | Tipo     |
| ---------- | ---------------- | -------------------------------------------- | -------- |
| 2018       | Occupation       | Dennis                                       | Película |
| Desde 2014 | General Hospital | Levi Dunkleman                               | Serie    |
| 2008       | Newcastle        | Kurt                                         | Película |
| 2007       | Two Twisted      |                                              | Serie    |
| 2006       | All Saints       | Aiden Bradbury                               | Serie    |
| 2006       | Blue Water High  | Luke (un episodio, el 14 de la 2ª temporada) | Serie    |
| 2004       | Foreign Exchange | Brett Miller (Personaje principal)           | Serie    |